# Olaszliszka
Olaszliszka là một thị trấn thuộc hạt Borsod-Abaúj-Zemplén, Hungary. Thị trấn này có diện tích 39,49 km², dân số năm 2010 là 1682 người, mật độ 43 người/km².